# Pablo José de Arriaga
Pablo José de Arriaga (Vergara, España, 1564 - Capitanía General de Cuba, 1622) fue un jesuita español.

## Biografía
Estudió en el Colegio Jesuita de Madrid, en esta ciudad ingresó en el Noviciado en 1579. Llegó al Virreinato de Perú en 1585, donde recibió las sagradas órdenes.
Profesor de Retórica en el Colegio Real de San Martín, colegio del cual fue Rector en 1588. Estuvo en España como procurador de Perú de 1601 a 1604. Participó en las campañas de extirpación de idolatrías con los jesuitas Fernando de Avendaño y Luis de Teruel siguiendo las disposiciones del Arzobispo de Lima Bartolomé Lobo Guerrero. Fue Rector en el Colegio de Jesuitas de Arequipa. Falleció durante un viaje cerca de La Habana, víctima de una tormenta, cuando fue requerido para una misión en España.

## Obras
- Arriaga, Pablo José de, La extirpación de la idolatría en el Perú, 1621.
- Arriaga, Pablo José de, Extirpación de la idolatría del Piru , paleográfico 1621
- Ejemplar digitalizado de la Extirpacion de la idolatria del Piru en la colección de la Biblioteca John Carter Brown en Internet Archive.